# Otto Gessler

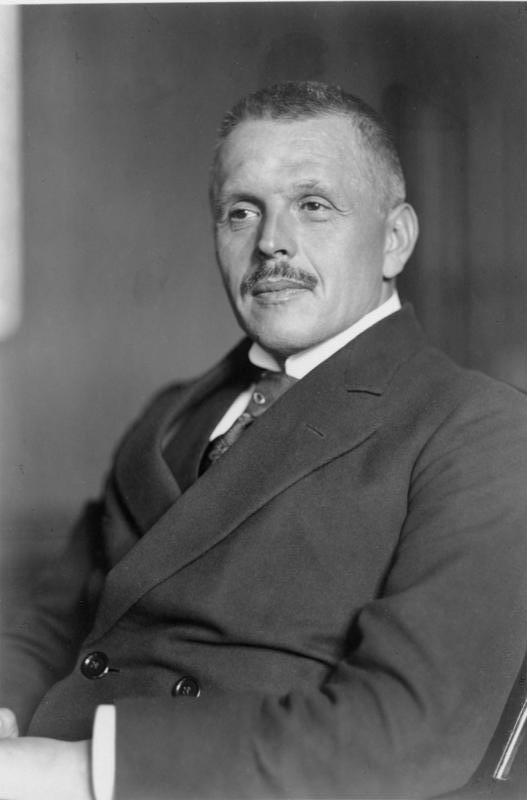
Otto Karl Gessler

Otto Karl Gessler (eller Geßler), född 6 februari 1875 i Ludwigsburg, död 24 mars 1955 i Lindenberg im Allgäu, var en tysk liberal politiker under Weimarrepubliken.
Gessler var ursprungligen jurist, 1911 blev han förste borgmästare i Regensburg, och var 1914-1919 överborgmästare i Nürnberg. 1920-1924 var han medlem av riksdagen, och blev 25 oktober 1919 riksminister för återuppbyggnaderna och 27 mars 1920 representant för demokraterna riksvärnsminister (motsvarande försvarsminister), på vilken post han kvarstod under tolv regeringar, till han 28 januari 1928 avgick av privata skäl, och ersattes av Wilhelm Groener.
Efter Adolf Hitlers maktövertagande drog han sig tillbaka från politiken. Han hade insyn i planerna på attentatsförsöket mot Hitler den 20 juli 1944, och placerades därefter i koncentrationslägret Ravensbrück, där han torterades och blev kvar till krigsslutet. Efter kriget var han 1950–1952 styrelsemedlem i Tyska röda korset, och 1950–1955 medlem av Bayerska lantdagen.